# La Tuna (Sinaloa)
La Tuna es una pequeña población rural del estado de Sinaloa en México, perteneciente al municipio de Badiraguato y ubicada en las montañas de la Sierra Madre Occidental.

## Localización y demografía
La Tuna se encuentra localizada en las coordenadas 25°41′56″N 107°08′55″O / 25.69889, -107.14861 y a una altitud de 1011 metros sobre el nivel del mar en una de las zonas más inaccesibles de la zona serrana de Sinaloa y muy cercano al vértice de los límites de este estado con los de Chihuahua y Durango, esta zona es conocida como el Triángulo dorado por su producción y tráfico de drogas. Se encuentra a unos 110 kilómetros al norte de la cabecera municipal, Badiraguato, con la que se comunica por una brecha de terracería, aunque teóricamente el proyectado trazado de la Carretera Federal 24 que debería de comunicar a Sinaloa y Chihuahua sería construida por sus inmediaciones.
Su principal actividad económica es la ganadería y explotación forestal, sin embargo la población es considerada de alta marginación y con nulas oportunidades de desarrollo que tienen como consecuencia una alta emigración, de acuerdo al Censo de Población y Vivienda de 2010 realizado por el Instituto Nacional de Estadística y Geografía, la población total de La Tuna es de 105 habitantes, de los que 57 son hombres y 48 mujeres.

## Actualidad
La Tuna es conocida debido a que ahí nació el 4 de abril de 1957 el narcotraficante Joaquín Guzmán Loera, conocido como el «Chapo Guzmán», y líder del Cártel de Sinaloa y que era considerado como el prófugo más buscado del mundo en el momento de su captura por el gobierno mexicano y estadounidense el 22 de febrero de 2014.
El 18 de junio de 2016 un comando armado formado por al menos 150 hombres atacó La Tuna y saqueó, entre varias construcciones, la mansión de Consuelo Loera, madre de Joaquín Guzmán Loera. El ataque tuvo como consecuencia el incendio de varios edificios y al menos tres muertes; ese mismo día, Consuelo Loera fue trasladada a otro sitio, presuntamente por miembros del Cártel de Sinaloa.